# Melissa Manchester
Melissa Manchester (New York, 15 februari 1951) is een Amerikaanse zangeres, songwriter en actrice. Haar grootste successen boekte ze in de jaren 1970 en begin jaren 1980.

## Biografie
Manchester, ontdekt door Barry Manilow en Bette Midler, behoorde tot de nieuwe generatie vrouwen in de popmuziek, die de meeste van hun liedjes zelf schreven. Artiesten als Joni Mitchell, Laura Nyro of Carole King waren haar voorgegaan. Ze kreeg compositorische steun van haar vriendin Carole Bayer Sager, die in de jaren 1960 al verschillende hits had geschreven (o.a. Groovy Kind of Love) en later de vrouw van Burt Bacharach werd. De eerste albums Home to Myself (1973) en Bright Eyes (1974) van Manchester voor het label Bell, waren respectabele successen, maar brachten niet de doorbraak waar ze op gehoopt had. Pas toen ze in 1975 overstapte naar Arista Records en haar geluid meer commercieel maakte, scoorde ze haar eerste superhit, de ballad Midnight Blue. Hoewel ze deze hit niet kon evenaren in de volgende jaren, stond ze nog steeds in de top 40 van de Verenigde Staten met haar reguliere singles zoals Just Too Many People (1975) en Just You and I (1976). Ze had geen succes in Europa. In 1978 behaalde ze opnieuw een top tien succes in de Verenigde Staten met een coverversie van de soulballad We Don't Cry Out Loud (origineel: The Moments, Manchester liet de "We" op haar opname weg). In de loop der jaren ontwikkelde het nummer zich tot een zeer populaire titel, want ook versies van Rita Coolidge, Elkie Brooks en Shirley Bassey waren succesvol. Ze schreef ook het nummer Whenever I Call You "Friend" voor Kenny Loggins, dat zijn eerste top tien hit als solist was. Voor de harmonieën koos hij echter niet voor Manchester, maar voor de toen nog onbekende Fleetwood Mac-zangeres Stevie Nicks.
In 1979 nam Manchester de twee stukken Through the Eyes of Love en I'll Never Say Goodbye op voor de bioscoopfilms Ice Castles en The Promise. Geen van beide titels was een grote hit, maar beide werden in 1980 genomineerd voor een Oscar als «beste nummer». Een noviteit op dat moment, want nooit eerder waren er twee titels genomineerd door één zangeres in één jaar. Manchester had echter geen enkel liedje geschreven. Met Pretty Girls (1979), Fire in the Morning en het duet Lovers After All met de soulzangeres Peabo Bryson, had ze nog meer kleine successen voor haar derde hit You Should Hear How She Talks About You in 1982, die het daaropvolgende jaar werd bekroond met de Grammy Award voor «best female vocal performance in the field of pop». Vooral het geluid van Manchester was veranderd, minder singer/songwriters, maar meer dance-pop en lichte new wave geluiden. Het album Hey Ricky was ook erg succesvol.
De grootste hits van Manchester verkochten vrij goed, net als de single Nice Girls uit 1983, terwijl het daaropvolgende studioalbum Emergency flopte. De single No One Can Love You More Than Me plaatste zich op #78 in de Verenigde Staten. Het jaar daarop kon Manchester met Thief of Hearts uit de gelijknamige film slechts een bescheiden 86e plaats in de Verenigde Staten behalen, maar het nummer werd goed ontvangen in de discotheken. In 1985 wisselde ze van Arista naar MCA Records. Het label debuut Mathematics bevatte, net als zijn twee voorgangers, veel typische door de computer gedomineerde synthpop muziek van de jaren 1980. Fans van haar oude, vrij intieme stijl hadden er weinig mee te maken: de single Mathematics bereikte slechts #74 in de Amerikaanse hitlijsten.
1986 zag er veelbelovend uit. Samen met Al Jarreau zong ze het liefdesthema The Music of Goodbye van de hitfilm Beyond Africa. Omdat de titel echter niet op de soundtrack stond en de promotie relatief klein was, plaatste de ballad zich slechts als 16e in de Adult Contemporary Charts - de hitlijst voor "lichte kost". Na een pauze van drie jaar werd er ook voor de laatste keer een remake van de hit Walk On By van Dionne Warwick geplaatst. Het begeleidende album Tribute bevat een selectie van bekende klassiekers, die Manchester al lang dierbaar zijn.
Daarna ging Manchester tijdelijk acteren. In 1991 speelde ze samen met haar oude vriendin Bette Midler een kleine rol in de door Oscars genomineerde film For the Boys, die echter aan de kassa flopte. Vanaf 1993 speelde ze vijf afleveringen lang de moeder van de hoofdpersoon van de succesvolle televisieserie Blossom.
Met de ballade-zware cd If My Heart Had Wings kondigde Manchester in 1995 haar muzikale comeback aan, maar kreeg het grotendeels te maken met de desinteresse van de kopers. In 1997 volgde nog een album met Joy, een verzameling bekende kerstliedjes. Het album I Look Down That Road kon, na een onderbreking van vele jaren, worden beschouwd als een echte comeback, vooral vanuit een artistiek oogpunt. De kritieken waren positief, want uiteindelijk keerde Manchester terug naar haar roots in haar werk. Alle teksten zijn door haarzelf geschreven, muzikaal tussen folk, blues en de klanken van de singer/songwriter beweging van de jaren 1970. In 2007 nam ze het duet You've Got a Friend op met Barry Manilow voor zijn album Greatest Songs of the Seventies. Haar laatste studio-albums tot nu toe, You Gotta Love the Life en The Fellas, verschenen respectievelijk in februari 2015 en september 2017.

## Privéleven
Manchester is sinds 1982 getrouwd met Kevin De Remer en heeft twee kinderen. Haar eerste huwelijk was met muziekmanager en later filmproducent Larry Brezner.

## Discografie

### Studioalbums
- 1973:	Home To Myself
- 1974:	Bright Eyes
- 1975:	Melissa
- 1976:	Better Days & Happy Endings
- 1977:	Help Is On The Way
- 1977: Singin'
- 1978:	Don't Cry Out Loud
- 1979:	Melissa Manchester
- 1980:	For The Working Girl
- 1982:	Hey Ricky
- 1983:	Emergency
- 1985:	Mathematics
- 1989: Tribute
- 1995: If My Heart Had Wings
- 1997: Joy
- 2004: When I Look Down That Road
- 2015: You Gotta Love the Life
- 2017: The Fellas

### Compilaties
- 1973:	Greatest Hits
- 1984: The Many Moods of Melissa Manchester
- 1997: The Essence Of Melissa Manchester
- 2001: Midnight Blue: The Encore Collection
- 2004: Melissa Manchester Platinum & Gold Collection

### Singles
- 1975:	Midnight Blue
- 1975: Just Too Many People
- 1976:	Just You and I
- 1976: Better Days
- 1976: Better Days & Happy Endings
- 1978: Don't Cry Out Loud
- 1979:	Theme From Ice Castles (Through The Eyes of Love)
- 1979: Pretty Girls
- 1980:	Fire In The Morning
- 1981:	Lovers After All (met Peabo Bryson)
- 1982:	You Should Hear How She Talks About You
- 1983:	Nice Girls
- 1983: No One Can Love You More Than Me
- 1984:	Thief of Hearts
- 1985:	Mathematics
- 1986:	The Music of Goodbye